# NGC 857
NGC 857 é uma galáxia lenticular (S0) localizada na direcção da constelação de Fornax. Possui uma declinação de -31° 56' 40" e uma ascensão recta de 2 horas, 12 minutos e 37,0 segundos.
A galáxia NGC 857 foi descoberta em 18 de Novembro de 1835 por John Herschel.